# Đội tuyển bóng đá bãi biển quốc gia Malaysia
Đội tuyển bóng đá bãi biển quốc gia Malaysia đại diện  Malaysia tham dự các giải thi đấu bóng đá bãi biển quốc tế và được điều hành bởi Hiệp hội bóng đá Malaysia, cơ quan quản lý bóng đá ở Malaysia.

## Đội hình hiện tại
Ghi chú: Quốc kỳ chỉ đội tuyển quốc gia được xác định rõ trong điều lệ tư cách FIFA. Các cầu thủ có thể giữ hơn một quốc tịch ngoài FIFA.
| Số | VT | Quốc gia | Cầu thủ                        |
| -- | -- | -------- | ------------------------------ |
| 1  | TM |          | Jasni Bin Parman               |
| 2  |    |          | Mohd Khairul Nizam Bin Mohamad |
| 3  |    |          | Muhammad Qushairi Bin Assari   |
| 4  |    |          | Mohd Hasrol Bin Ali            |
| 5  |    |          | Mohd Rozairi Bin Ahmad         |
| 6  |    |          | Alias Bin Halib                |

| Số | VT | Quốc gia | Cầu thủ                         |
| -- | -- | -------- | ------------------------------- |
| 7  | TV |          | Khairul Azizi Bin Norwawi       |
| 8  | TV |          | Mohammad Fakhrullah Bin Mohamad |
| 9  | TV |          | Andhee Khaizan Bin Hisham       |
| 10 | TV |          | Mohd Zaharim Bin Mohd Yusof     |
| 11 | TV |          | Mohd Riduwan Bin Mohd Nor       |
| 12 | TV |          | Mohd Nazri Bin Sulaiman         |

## Thành tích

### Giải vô địch bóng đá bãi biển thế giới
| Năm         | Vòng          | Vt            | St            | T             | T h.p./pso    | B             | BT            | BB            | HS            |
| ----------- | ------------- | ------------- | ------------- | ------------- | ------------- | ------------- | ------------- | ------------- | ------------- |
| Brasil 1995 | Không tham dự | Không tham dự | Không tham dự | Không tham dự | Không tham dự | Không tham dự | Không tham dự | Không tham dự | Không tham dự |
| Brasil 1996 | Không tham dự | Không tham dự | Không tham dự | Không tham dự | Không tham dự | Không tham dự | Không tham dự | Không tham dự | Không tham dự |
| Brasil 1997 | Không tham dự | Không tham dự | Không tham dự | Không tham dự | Không tham dự | Không tham dự | Không tham dự | Không tham dự | Không tham dự |
| Brasil 1998 | Không tham dự | Không tham dự | Không tham dự | Không tham dự | Không tham dự | Không tham dự | Không tham dự | Không tham dự | Không tham dự |
| Brasil 1999 | Vòng bảng     | 10            | 2             | 0             | 0             | 2             | 9             | 22            | -13           |
| Brasil 2000 | Không tham dự | Không tham dự | Không tham dự | Không tham dự | Không tham dự | Không tham dự | Không tham dự | Không tham dự | Không tham dự |
| Brasil 2001 | Không tham dự | Không tham dự | Không tham dự | Không tham dự | Không tham dự | Không tham dự | Không tham dự | Không tham dự | Không tham dự |
| Brasil 2002 | Không tham dự | Không tham dự | Không tham dự | Không tham dự | Không tham dự | Không tham dự | Không tham dự | Không tham dự | Không tham dự |
| Brasil 2003 | Không tham dự | Không tham dự | Không tham dự | Không tham dự | Không tham dự | Không tham dự | Không tham dự | Không tham dự | Không tham dự |
| Brasil 2004 | Không tham dự | Không tham dự | Không tham dự | Không tham dự | Không tham dự | Không tham dự | Không tham dự | Không tham dự | Không tham dự |
| Tổng cộng   | 0 Title       | 1/10          | 2             | 0             | 0             | 2             | 9             | 22            | -13           |

### Giải vô địch bóng đá bãi biển châu Á
Giải đấu còn được biết như Vòng loại giải vô địch bóng đá bãi biển thế giới khu vực châu Á.
| Giải vô địch bóng đá bãi biển châu Á | Giải vô địch bóng đá bãi biển châu Á | Giải vô địch bóng đá bãi biển châu Á | Giải vô địch bóng đá bãi biển châu Á | Giải vô địch bóng đá bãi biển châu Á | Giải vô địch bóng đá bãi biển châu Á | Giải vô địch bóng đá bãi biển châu Á | Giải vô địch bóng đá bãi biển châu Á | Giải vô địch bóng đá bãi biển châu Á |                |
| Năm                                  | Kết quả                              | St                                   | T                                    | W+                                   | L+                                   | B                                    | BT                                   | BB                                   |                |
| ------------------------------------ | ------------------------------------ | ------------------------------------ | ------------------------------------ | ------------------------------------ | ------------------------------------ | ------------------------------------ | ------------------------------------ | ------------------------------------ | -------------- |
| 2006                                 | Không tham gia                       | Không tham gia                       | Không tham gia                       | Không tham gia                       | Không tham gia                       | Không tham gia                       | Không tham gia                       | Không tham gia                       | Không tham gia |
| 2007                                 | Không tham gia                       | Không tham gia                       | Không tham gia                       | Không tham gia                       | Không tham gia                       | Không tham gia                       | Không tham gia                       | Không tham gia                       | Không tham gia |
| 2008                                 | Không tham gia                       | Không tham gia                       | Không tham gia                       | Không tham gia                       | Không tham gia                       | Không tham gia                       | Không tham gia                       | Không tham gia                       | Không tham gia |
| 2009                                 | Không tham gia                       | Không tham gia                       | Không tham gia                       | Không tham gia                       | Không tham gia                       | Không tham gia                       | Không tham gia                       | Không tham gia                       | Không tham gia |
| 2011                                 | Không tham gia                       | Không tham gia                       | Không tham gia                       | Không tham gia                       | Không tham gia                       | Không tham gia                       | Không tham gia                       | Không tham gia                       | Không tham gia |
| 2013                                 | Không tham gia                       | Không tham gia                       | Không tham gia                       | Không tham gia                       | Không tham gia                       | Không tham gia                       | Không tham gia                       | Không tham gia                       | Không tham gia |
| 2015                                 | Không tham gia                       | Không tham gia                       | Không tham gia                       | Không tham gia                       | Không tham gia                       | Không tham gia                       | Không tham gia                       | Không tham gia                       | Không tham gia |
| 2017                                 | Vòng 1                               | 4                                    | 1                                    | 0                                    | 0                                    | 3                                    | 10                                   | 26                                   |                |
| Tổng cộng                            | Tốt nhất: Vòng 1                     | 4                                    | 1                                    | 0                                    | 0                                    | 3                                    | 10                                   | 26                                   |                |

### Đại hội thể thao bãi biển châu Á
| Đại hội thể thao bãi biển châu Á Record | Đại hội thể thao bãi biển châu Á Record | Đại hội thể thao bãi biển châu Á Record | Đại hội thể thao bãi biển châu Á Record | Đại hội thể thao bãi biển châu Á Record | Đại hội thể thao bãi biển châu Á Record | Đại hội thể thao bãi biển châu Á Record | Đại hội thể thao bãi biển châu Á Record | Đại hội thể thao bãi biển châu Á Record |
| Năm                                     | Kết quả                                 | Vị thứ                                  | St                                      | T                                       | W+                                      | B                                       | BT                                      | BB                                      |
| --------------------------------------- | --------------------------------------- | --------------------------------------- | --------------------------------------- | --------------------------------------- | --------------------------------------- | --------------------------------------- | --------------------------------------- | --------------------------------------- |
| 2008                                    | Vòng bảng                               | 11/16                                   | 3                                       | 1                                       | 0                                       | 2                                       | 7                                       | 14                                      |
| 2010                                    | Không tham dự                           | Không tham dự                           | Không tham dự                           | Không tham dự                           | Không tham dự                           | Không tham dự                           | Không tham dự                           | Không tham dự                           |
| 2012                                    | Không tham dự                           | Không tham dự                           | Không tham dự                           | Không tham dự                           | Không tham dự                           | Không tham dự                           | Không tham dự                           | Không tham dự                           |
| 2014                                    | Vòng bảng                               | 12/13                                   | 2                                       | 0                                       | 0                                       | 2                                       | 4                                       | 11                                      |
| 2016                                    | Không tham dự                           | Không tham dự                           | Không tham dự                           | Không tham dự                           | Không tham dự                           | Không tham dự                           | Không tham dự                           | Không tham dự                           |
| 2018                                    | Không tham dự                           | Không tham dự                           | Không tham dự                           | Không tham dự                           | Không tham dự                           | Không tham dự                           | Không tham dự                           | Không tham dự                           |
| Tổng cộng                               | Tốt nhất: Hạng tư                       | 4/4                                     | 15                                      | 5                                       | 1                                       | 9                                       | 49                                      | 65                                      |

### Giải vô địch bóng đá bãi biển Đông Nam Á
| Thành tích Giải vô địch Đông Nam Á | Thành tích Giải vô địch Đông Nam Á | Thành tích Giải vô địch Đông Nam Á | Thành tích Giải vô địch Đông Nam Á | Thành tích Giải vô địch Đông Nam Á | Thành tích Giải vô địch Đông Nam Á | Thành tích Giải vô địch Đông Nam Á | Thành tích Giải vô địch Đông Nam Á | Thành tích Giải vô địch Đông Nam Á | Thành tích Giải vô địch Đông Nam Á |
| Năm                                | Kết quả                            | Vị thứ                             | St                                 | T                                  | W+                                 | L+                                 | B                                  | BT                                 | BB                                 |
| ---------------------------------- | ---------------------------------- | ---------------------------------- | ---------------------------------- | ---------------------------------- | ---------------------------------- | ---------------------------------- | ---------------------------------- | ---------------------------------- | ---------------------------------- |
| 2014                               | Winner                             | 1/8                                | 5                                  | 3                                  | 1                                  | 0                                  | 1                                  | 25                                 | 14                                 |
| 2018                               |                                    |                                    |                                    |                                    |                                    |                                    |                                    |                                    |                                    |
| Tổng cộng                          | Tốt nhất:Vô địch                   | 2/2                                | 10                                 | 5                                  | 2                                  | 1                                  | 2                                  | 26                                 | 37                                 |